# Male Sotnice
Male Sotnice – wieś w Bośni i Hercegowinie, w Federacji Bośni i Hercegowiny, w kantonie środkowobośniackim, w gminie Kiseljak. W 2013 roku liczyła 386 mieszkańców, z czego większość stanowili Boszniacy.